# Camellia subintegra
Camellia subintegra là một loài thực vật có hoa trong họ Theaceae. Loài này được P.C.Huang mô tả khoa học đầu tiên năm 1981.